# Cyclomactra ovata
Cyclomactra ovata är en musselart som först beskrevs av Gray 1843.  Cyclomactra ovata ingår i släktet Cyclomactra och familjen Mactridae. Inga underarter finns listade i Catalogue of Life.